# Песни нелюбимых
«Песни нелюбимых» — мини-альбом группы «Аквариум», выпущенный в марте 2016 года. Альбом записывался в Санкт-Петербурге, Лондоне и на Кубе. В него входит три песни — заглавная — «Песни нелюбимых» (впоследствии также вошедшая в альбом «Время N»), «Собачий вальс», которую Гребенщиков на концертах посвящает лживым телепропагандистам и «Пыль». Заглавная песня выделяется своим злободневным и мощным звучанием, точностью постановки диагноза невротизированному обществу. «Собачий вальс» и «Пыль» аранжированы в подчёркнуто карибском духе, и запись на кубинской студии способствовала «подлинности» этого звучания. Однако далеко не благостные тексты этих песен нарочито контрастируют с музыкальным сопровождением.

## Рецензии
- Алексей Мажаев (25 марта 2016). «Аквариум» - «Песни нелюбимых» ***. Intermedia. Архивировано 3 марта 2018. Дата обращения: 28 февраля 2018.
- Фарид Хайруллин (14 сентября 2016). Аквариум «Песни нелюбимых» (EP, 2016). InRock. Архивировано 2 марта 2018. Дата обращения: 28 февраля 2018.